# Саврасово (Нижньогородська область)
Саврасово (рос. Саврасово) — село в Лукояновському районі Нижньогородської області Російської Федерації.
Населення становить 425 осіб. Входить до складу муніципального утворення Большеарська сільрада.

## Історія
Від 2009 року входить до складу муніципального утворення Большеарська сільрада.

## Населення
| 2002 | 2010 |
| ---- | ---- |
| 444  | ↘425 |